# نافذة على العالم (مسلسل)
نافذة على العالم هو مسلسل درامي اجتماعي مصري تم إنتاجه عام 2007، ومن بطولة توفيق عبد الحميد ومحمود قابيل، ومن تأليف وإخراج عصام الشماع.

## شخصيات المسلسل
- توفيق عبد الحميد .. بدور "رشاد الغزالي"
- تامر هجرس .. بدور "بيسو"
- عايدة رياض .. بدور "سلوي"
- منة فضالي .. بدور "شاهي"
- محمود قابيل .. بدور "شمس"
- لقاء الخميسي .. بدور
- فايزة كمال
- شوقي شامخ .. بدور "كمال"
- سحر رامي .. بدور "ناهد"
- بوسي سمير .. بدور "سمسم"
- محمود البزاوي
- أحمد برادة
- عنبر
- رجاء حسين
- نادية فهمي
- أحمد منير
- أمل إبراهيم
- ياسر على ماهر
- مريم
- أحمد ثابت
- فتحية طنطاوي
- فادى غالي
- فاروق الرشيدي

## فريق العمل
- إخراج : عصام الشماع
- إنتاج : قطاع الإنتاج باتحاد الإذاعة والتليفزيون
- تأليف : عصام الشماع
- موسسيقي تصويرية : مودى الإمام
- كلمات التتر : كوثر مصطفى
- غناء التتر : محمد منير
- تصميم التتر : عصام الشماع
- مخرج منفذ : حسيني كامل
- مدير الإنتاج : عادل سالم
- مونتاج : نسيم كامل